# Magyarország és Japán kapcsolatai

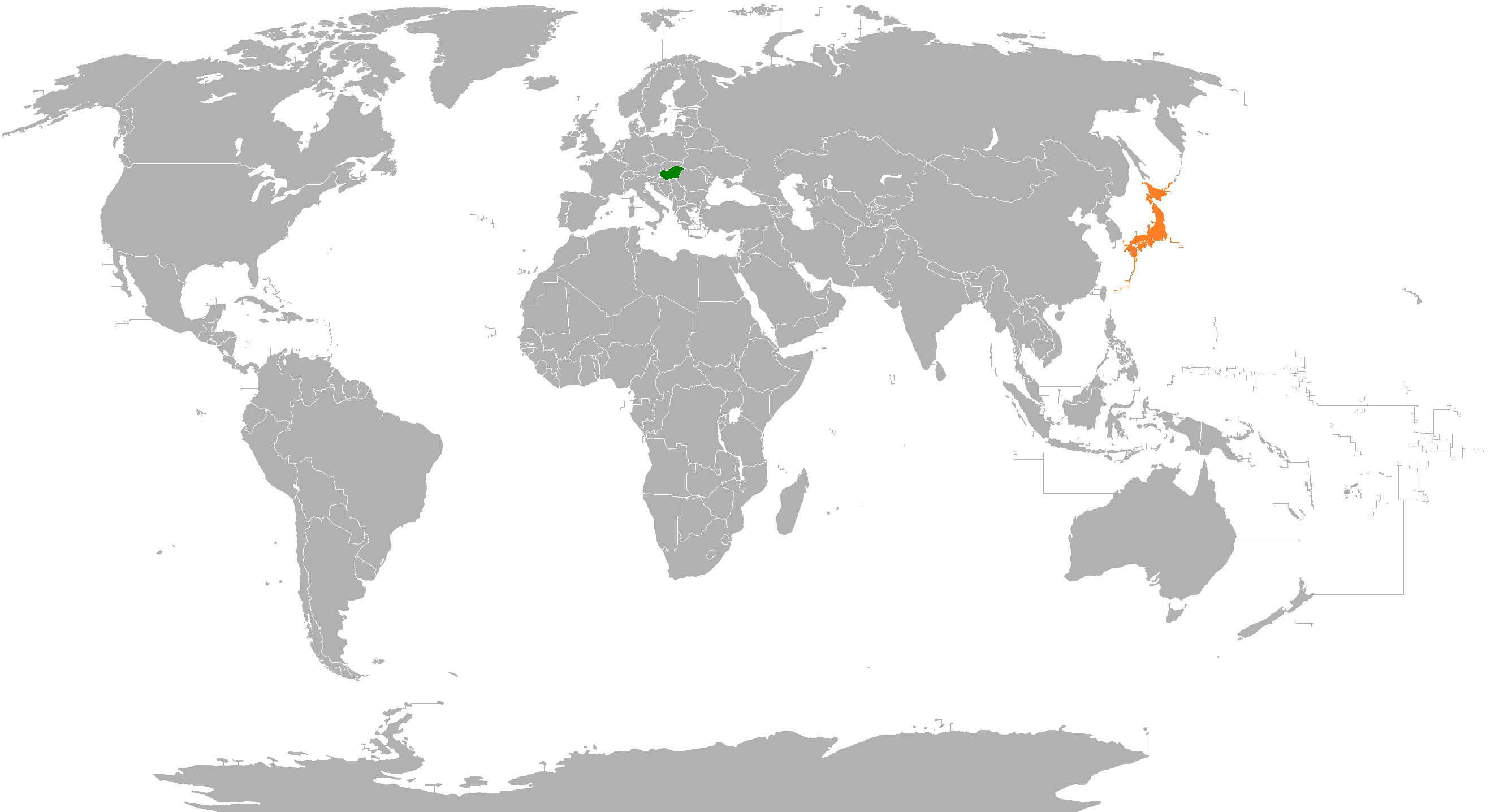
A két ország földrajzi helyzete (zöld: Magyarország, narancs: Japán)

A hivatalos magyar–japán kapcsolatok 1869-ben kezdődtek, amikor az Osztrák–Magyar Monarchia diplomáciai kapcsolatot létesített Japánnal. Ez a kapcsolat 1914-ig maradt fenn, majd az első világháború után 1921-től 1945-ig új szakaszba lépett. Ezt követte a harmadik, 1959-es kapcsolatfelvétel. A diplomáciai kapcsolatok mellett kulturális, gazdasági és tudományos kötelék is van a két ország között. A magyar–japán kapcsolatok legfontosabb pillérei a két ország diplomáciai képviseletei: Magyarország Tokióban nagykövetséget, Hamamacuban és Oszakában tiszteletbeli konzuli irodát, Japán pedig Budapesten nagykövetséget tart fenn.

## Története

### A kezdetektől 1914-ig

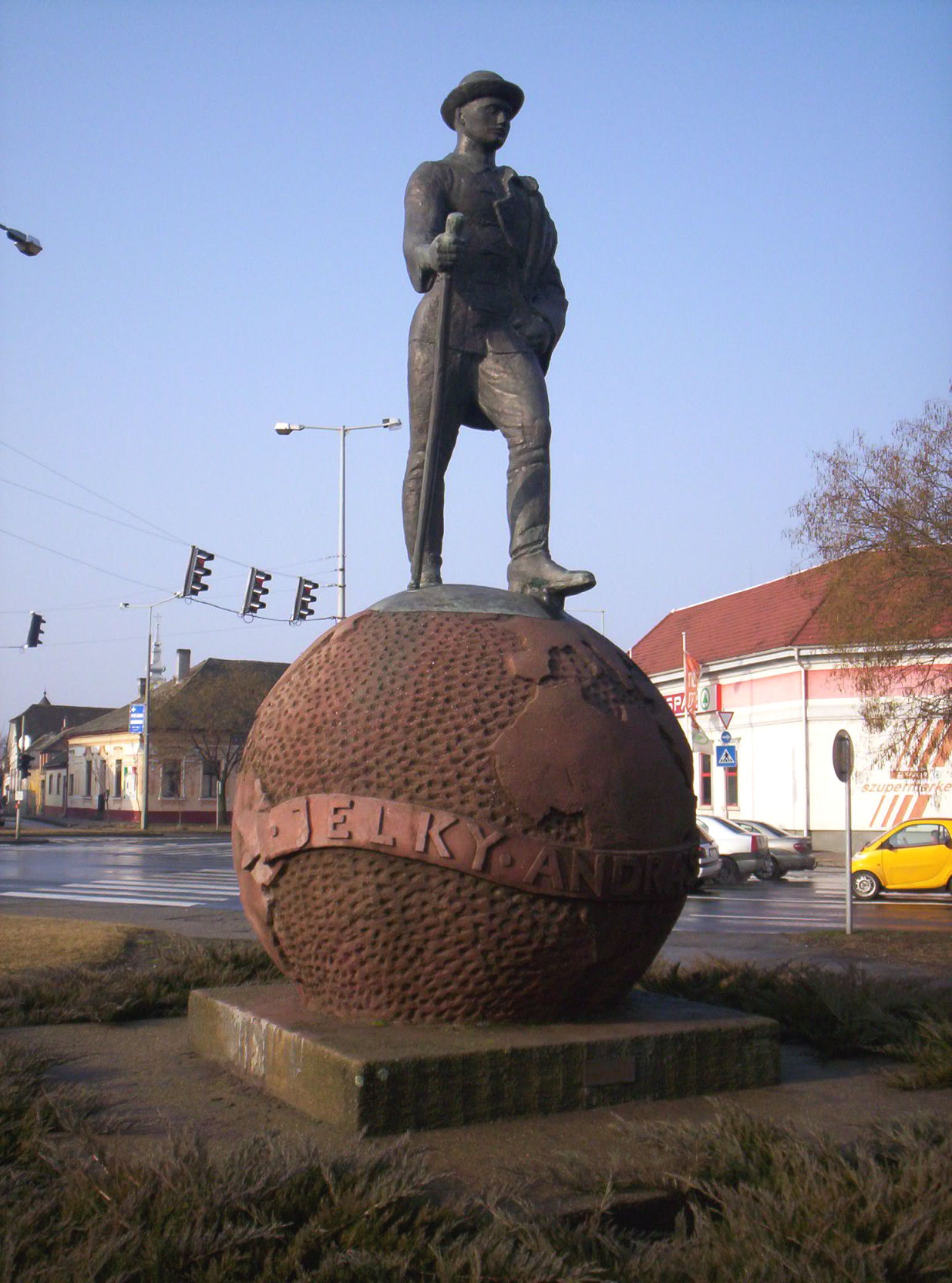
Jelky András bajai szobra

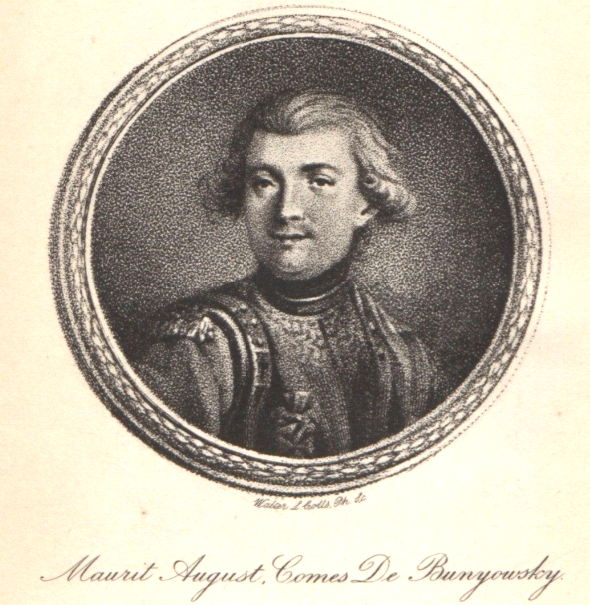
Benyovszky Móric 1771-ben ért Japán partjaihoz

Az első nyomtatott írásban megjelenő Japánról szóló magyar tudósítás Apáczai Csere János 1655-ben kiadott Magyar encyclopaediájában jelent meg, amely száztíz évvel az első portugál hajósok partra szállása után keletkezett. Egyes források szerint Jelky András volt az első magyar, aki Japánba érkezett. Jelky 1770-ben a holland kormány követeként érkezett a szigetországba, hogy előkészítsék az utat a holland kereskedők számára. Feltehetően azonban csak a Nagaszaki melletti Desima szigetéig juthatott el, ahol engedélyezve volt a hollandok kikötése. Jelky keveset időzött Japánban, hamarosan továbbutazott. Őt Benyovszky Móric követte, aki 1771 nyarán Kamcsatkából hazatérve korvettjével végighajózott a szigetország Csendes-óceáni partvidékén, ahol az elfogyott élelem és ivóvíz pótlása miatt többször is kikötött. Az idegenekkel való érintkezés tilalma ellenére barátságosan fogadták őket, és Benyovszky nagy tiszteletnek örvendett, mivel egyik levelében ő figyelmeztette a japán vezetést az orosz terjeszkedésről.
1868-ban hivatalos szintre lépett az Osztrák–Magyar Monarchia és Japán közötti kapcsolat. Októberben Trieszt kikötőjéből két hadihajó, a Donau és az Erzherzog Friedrich korvett indult útnak, melyek báró Anton von Petz admirális parancsnoksága alatt Jokohamába kívántak eljutni. A Szuezi-csatornán áthajózó küldöttséget egy évvel később szívélyesen fogadták Japánban, és 1869. október 18-án barátsági, kereskedelmi és hajózási egyezményt kötöttek velük. Az egyezmény Ferenc József és Meidzsi császár aláírásával 1871. december 1-jén a XXIX. számú törvényként lépett hatályba.
Xántus János néprajzkutató, biológus is tagja volt az 1868-69-es diplomáciai és kereskedelmi küldöttségnek. Mivel a küldöttség osztrák tisztikara és az osztrák tudósok igyekeztek az utazást Ausztria számára kisajátítani, és a magyar utazók munkája elé akadályokat gördítettek, Xantus 1869 októberében megvált az expedíciótól. Ezt követően a magyar közoktatási minisztérium önálló gyűjtőjeként folytatta útját Celebesz, Borneó és Jáva irányába.
A diplomáciai kapcsolatfelvételt követően 1871-ben felállították a tokiói osztrák-magyar követséget, melynek első nagykövete Heinrich von Calice volt. A Bécsbe küldött japán követ Szano Cunetami lett, aki 1873. április 27-én adta át Ferenc Józsefnek megbízólevelét. Ezt követően, 1873 júniusában Bécsbe érkezett az Ivakura Tomomi vezette küldöttség, melyet június 5-én Andrássy Gyula külügyminiszter is fogadott. A küldöttség tiszteletére a császári és királyi pár díszvacsorát adott a schönbrunni kastélyban. Az ekkor zajlott bécsi világkiállítás, kedvező légkört teremtett a tárgyalásokhoz, ugyanis Japán is a kiállító országok között szerepelt. Az Andrássy és Ivakura közötti hivatalos tárgyalásokra, amely az első hivatalos japán-magyar találkozásnak is számít, június 15-én került sor, melyen a japán küldöttség vezetője felvetette a fennálló vámtarifa-egyezmény és a konzuli bíráskodás kérdését is. A bécsi kormány, egyeztetve álláspontját az angolokkal és a franciákkal, elutasította a szerződésmódosítást. Andrássy kifejtette, hogy a Monarchia és Japán kapcsolatai kiválóak, és a kormány ezen nem óhajt változtatni, így a japán diplomáciai erőfeszítések még hiábavalónak bizonyultak.
1877. december 4-én Széchenyi Béla, id. Lóczy Lajos geológus és Kreitner Gusztáv katonai topográfus kelet-ázsiai útra indultak. Útjuk során bejárták Indiát, Borneót és Kína nyugati felét, Jávát és Japánt. 1878-ban Kreitnerrel eljutottak a legészakibb japán szigetre, Hokkaidóra is, és feltehetően ő volt az első magyar, aki feljutott a japánok szent hegyére, a Fudzsira.

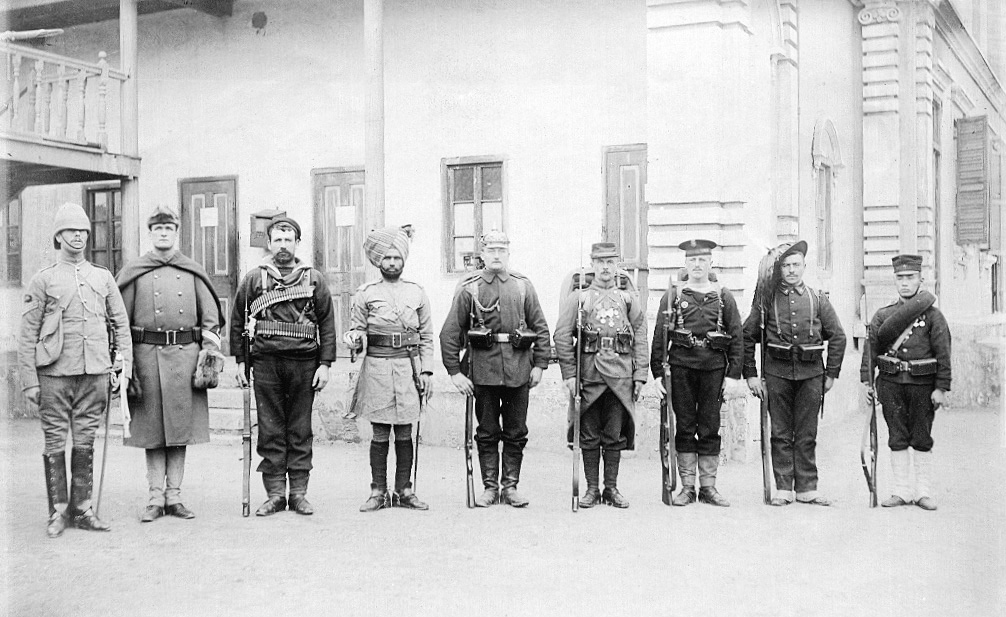
A bokszerlázadást leverő nyolc nemzet szövetsége (jobbról az első a japán, a harmadik az osztrák-magyar hadsereg képviselője)

Az 1900-ban kitört bokszerlázadás leverésére Kína több nagyhatalom segítségét kérte, köztük az Osztrák–Magyar Monarchiát és Japánt is. A két ország hadereje közösen vett részt a lázadás leverésében. Az 1904 és 1905 között lezajlott orosz–japán háborúba a Monarchia Dáni Béla és Ferenc Ervin katonatiszteket küldte megfigyelőként. A japán győzelemmel kapcsolatosan Magyarországon számos könyv és újságcikk látott napvilágot. A háborút követően 1911. augusztus 4-én Japán egyoldalúan felbontotta az 1897-es szerződést. 1912. október 8-án a két fél aláírta a harmadik, egyenrangú kereskedelmi szerződését, mellyel Japán egy hosszú emancipációs folyamatnak is a végére ért.
1909-ben rövid ideig japán konzulátus létesült Budapesten. A tiszteletbeli konzuli feladatokat Palotay Ödön látta el.

### A két világháború között
A németeknek küldött hadüzenettel Japán 1914 augusztusában az antant hatalmak oldalán belépett az első világháborúba, így az osztrák-magyar–japán diplomáciai kapcsolatok megszakadtak. Japánnak az első világháborúba való belépése váratlanul érte a Monarchiát, és az eddigi baráti kapcsolatokat is kedvezőtlenül befolyásolta. A két államnak nem volt közvetlen oka arra, hogy ellenségként harcoljon egymással. A Monarchia szétesésével megváltoztak a magyar–japán kapcsolatok is. Tokióban a volt követség épülete az osztrákoké lett, ezért Magyarországnak önálló külföldi követséget kellett felállítania. A Magyar Királyság 1921-ben újra felvette a kapcsolatot Japánnal. Kezdetben a tokiói spanyol, később a holland nagykövetség intézte a magyar ügyeket, saját követségi szintre csak 1938-ban emelkedtek a kapcsolatok.

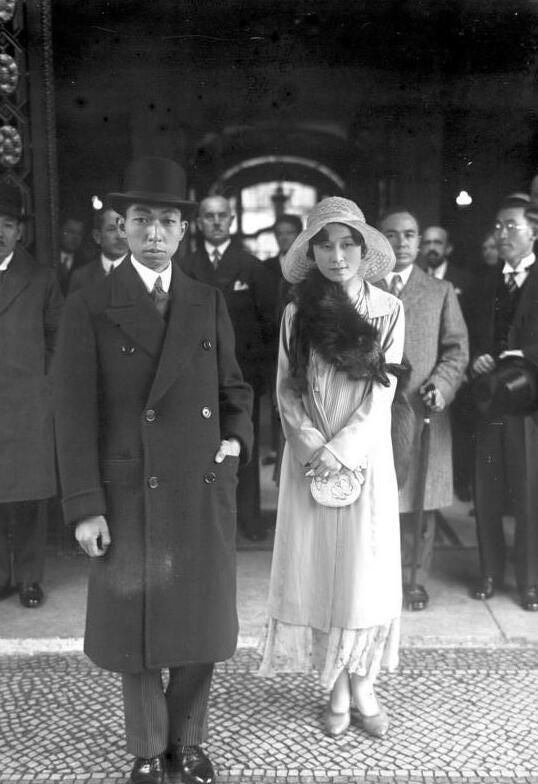
Takamacu herceg és Kikuko hercegnő Berlinben (1930)

A külképviseleti akadályok ellenére a két ország közötti kapcsolatok egyre élénkebbek lettek. Egyre többen utaztak el a másik országba, köztük pedig sok volt a tudós és a művész is. A japán folyóiratokban és enciklopédiákban egyre gyakrabban jelentek meg Magyarországgal és a magyarokkal kapcsolatos írások. A japán kultúra iránt érdeklődőknek a Turáni Társaság és a Magyar Nippon Társaság nyújtott információkat. Többek között Pröhle Vilmos, Mezey István, Metzger Nándor és Felvinczi Takács Zoltán jártak Japánban, majd hazatérve könyveket adtak ki a szigetország kultúrájáról és népéről. A két szervezet szervezésében előadásokat, kiállításokat, nyelvoktatást tartottak, és a könyvkiadói tevékenység mellett japán vendégek látogatását is elősegítették. A korszak legtekintélyesebb vendége Hirohito császár öccse, Takamacu herceg és felesége, Kikuko hercegnő voltak, akik európai körútjuk alkalmával 1931. január 27-étől 30-áig látogatást tettek Magyarországon. 1934-ben pedig Kaja Cunenori herceg és felesége is meglátogatták Budapestet.
1929-ben az árucsere serkentése céljából kereskedelmi szerződést kötött a két ország. A megkötött kereskedelmi szerződés a gazdasági és az államközi kapcsolatok élénkítéséhez is hozzájárult.
Az 1920-as évek végén Japánban is megjelent a turanizmus fogalma, és a Daido (Nagy Erkölcsösség) nevű körökben összejöveteleket kezdtek szervezni. Hasonló címmel 1927-től 1931-ig lapot adtak ki. Megkezdte működését a tokiói Japán-Magyar Baráti Társaság, illetve a Liszt Ferenc Társaság és a Japán Turáni Társaság is. A Dai-Nippon Petőfi Kyoukai, azaz a Nagy Japán Petőfi Társaság 1936 januárjában alakult meg.
1938 novemberében a két ország Barátsági és szellemi együttműködési egyezmény címmel kulturális egyezményt kötött. Japánnak addig egyetlen más országgal sem volt ilyen nemzetközi egyezménye.
A második világháború idején a két ország szövetségessé vált, amikor Magyarország 1940. november 20-án csatlakozott a tengelyhatalmakhoz.

### 1945 és 1989 között
A második világháború után ismét megszakadtak a kapcsolatok. 1945-től 1952-ig Japán amerikai megszállás alatt volt, Magyarország pedig a Szovjetunió befolyása alá került. Bár a diplomáciai kapcsolatok nem álltak helyre, az 1956-os forradalom és szabadságharc idején Japánban megalakult a Magyarokat Megsegítő Társaság, amely adományokat gyűjtött és előadásokat szervezett. 1959. augusztus 29-én a két ország felújította diplomáciai kapcsolatait, majd 1964-ben nagyköveti szintre emelték azt. A tokiói nagykövet mellett azóta Magyarországot két városban, Hamamacuban és Oszakában tiszteletbeli főkonzul is képviseli.

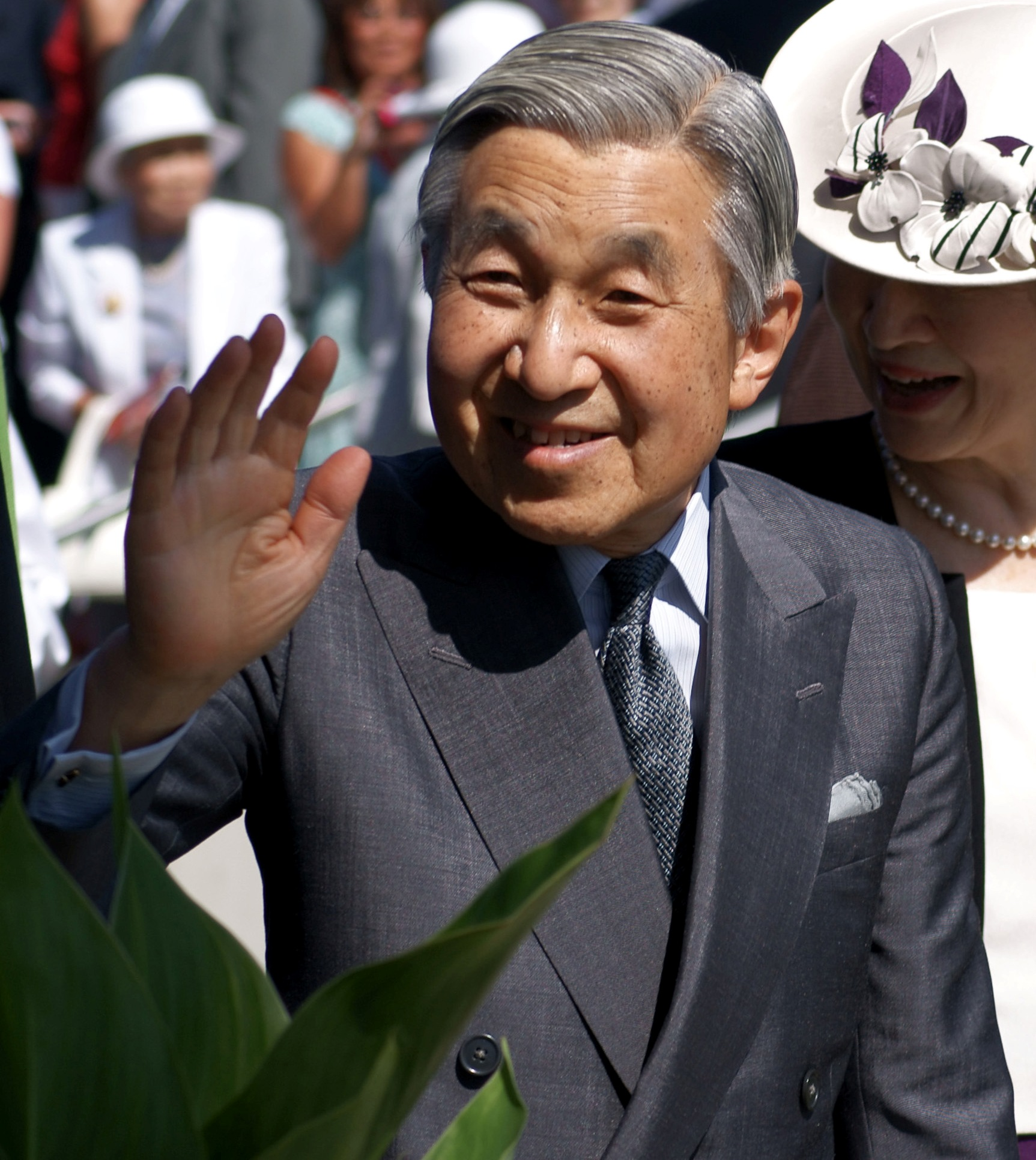
Akihito japán császár

1961-ben a két fél kereskedelmi szerződést kötött, és növekvő bilaterális áruforgalom mellett a kulturális és sportkapcsolatok is fejlődni kezdtek. A Kádár-korszak gazdasági reformja, az új gazdasági mechanizmus idején lassan megindult a hivatalos érintkezés. A második világháború után első ízben Miki Takeo külügyminiszter látogatott Budapestre, majd ezt követően egyre több japán kereskedelmi cég nyitotta meg magyarországi irodáját. 1973-ban újra megkötötték a kulturális szerződést, a japán látogatást pedig Péter János külügyminiszter viszonozta. Ajándékként átvette a japán kormánytól Imaoka Dzsúicsiró éppen elkészült magyar–japán kéziszótárának előzetes példányát. 1975-ben kereskedelmi és hajózási egyezményt, 1979-ben pedig műszaki-tudományos megállapodást kötött egymással a két fél.

### 1989-től napjainkig
1989 februárjában Hirohito császár temetésén Straub F. Brunó, az Elnöki Tanács elnöke képviselte Magyarországot. Kaifu Tosiki volt az első japán kormányfő, aki a rendszerváltás után, 1990. januárjában magyar földre látogatott. 1991 szeptemberében Antall József hivatalos látogatást tett Japánban, majd ezt követően, novemberben Göncz Árpád köztársasági elnök utazott a szigetországba, hogy részt vegyen Akihito császár ünnepélyes beiktatásán.
Japán a közép-kelet európai országok közül elsőként Magyarországgal kötött vízummentességi egyezményt, így 1992-től a diplomaták, és hivatalos látogatáson lévők, 1997-től pedig a magánúton érkezők is vízum nélkül utazhatnak a másik országába. 1995 decemberben Horn Gyula miniszterelnök kereste fel Japánt. 2000. április 7-14. között Göncz Árpád hivatalos állami látogatás keretében újra meglátogatta Japánt. Ottléte során találkozott Akihito császárral és feleségével, a gazdasági élet szereplőivel és Kóno Jóhei külügyminiszterrel is.
Mádl Ferenc meghívására 2002. július 16-19. között Akihito császár és Micsiko császárné hivatalos állami látogatásra érkezett Magyarországra. Ez volt az első alkalom, hogy japán császár magyar földre lépett. Látogatásuk során meghívójukkal, a köztársasági elnökkel és Szili Katalinnal, az Országgyűlés elnökével, Demszky Gáborral, Budapest főpolgármesterével, Medgyessy Péter miniszterelnökkel, Göncz Árpád volt köztársasági elnökkel és Vizi E. Szilveszterrel, a Magyar Tudományos Akadémia elnökével is találkoztak. A látogatásnak nagy jelentősége volt, mivel japán császári pár még nem járt Magyarországon. Akihito császár ellátogatott Budapest nevezetességeihez, Visegrádra és Esztergomba is.
2004-ben Gyurcsány Ferenc miniszterelnök Japánba látogatott. Látogatásának célja az előző kormányfő, Medgyessy Péter által meghirdetett új Ázsia-politika folytatásának kinyilvánítása, illetve a kétoldalú gazdasági együttműködés továbbfejlesztése volt. Ottléte során Koizumi Dzsunicsiró kormányfővel folytatott tárgyalásokat, majd közös politikai nyilatkozatot írtak alá a magyar–japán kapcsolatok fejlesztésének irányairól. Később a magyar miniszterelnököt audiencián fogadta Akihito császár és Micsiko császárné. A Nippon Keidanren (Japán Gazdasági Szervezetek Szövetsége) elnökének, Jonekura Hiromaszának meghívására Gyurcsány Ferenc beszédet mondott a magyar kormány gazdasági programjáról és a működő tőkeberuházások ösztönzéséről. Megbeszélést folytatott Kono Joheijel, a japán parlament képviselőházának és Ogi Csikagéval, a tanácsosok házának elnökével is. A japán fél felkérésére a miniszterelnök előadást tartott a magyar kormány Ázsia-politikájáról a tokiói Hoszei Egyetemen, és találkozott a Magyarországon működő japán nagyvállalatok vezetőivel is. A magyar küldöttség tagja volt többek között Kóka János gazdasági és közlekedési miniszter, Somogyi Ferenc kijelölt külügyminiszter, Csepeli György, az informatikai tárca államtitkára, Kósa Ferenc parlamenti képviselő, az Interparlamentáris Unió magyar–japán baráti tagozatának elnöke és számos magyar üzletember is.
2009-ben a Japán-Duna Csereév rendezvénysorozat keretében (melyben Japán Magyarországgal, Ausztriával, Bulgáriával és Romániával való diplomáciai kapcsolatainak évfordulóira emlékezett) került sor a Magyar–Japán Jubileumi Évre, amely a két fél 1869-es és 1959-es diplomáciai kapcsolatfelvételének állított emléket. A jubileumi év során gazdag és változatos kulturális programok zajlottak a két országban.
Az ünnepi év lezárásaként 2009. decemberében Sólyom László köztársasági elnök Japánba látogatott. A tokiói magyar nagykövetségen Akisino herceggel, a japán császár másodszülött fiával és feleségével, illetve a Japán–Magyar Baráti Társaság vezetőivel és tagjaival, a kétoldalú kapcsolatokban kiemelkedő szerepet betöltő személyekkel találkozott. A magyar államfő Akihito császárral és Hatojama Jukio miniszterelnökkel, valamint a japán parlament két házának vezetőjével is megbeszéléseket folytatott.
2013 novemberében Orbán Viktor kormányfő Japánba látogatott, ahol Akihito japán császárral, Abe Sinzó kormányfővel és Aszó Taró miniszterelnök-helyettessel, pénzügyminiszterrel is találkozott. Útja során felavatta Tokiói Magyar Kulturális és Turisztikai Információs Központot, beszédet mondott a Japán-Magyar Üzleti Fórumon, illetve japán nagyvállalatok vezetőivel is megbeszélést tartott. Orbán Viktor a Dzsószai Egyetemen „Magyarország és Európa a változó világban” címmel előadást tartott. Küldöttségének tagjai között egy 60 fős üzletember delegáció, Balog Zoltán, az emberi erőforrások minisztere és Varga Mihály nemzetgazdasági miniszter is. A küldöttséggel tartó Szijjártó Péter, a Miniszterelnökség külügyi és külgazdasági államtitkára energetikai együttműködési megállapodást írt alá Isiguro Norihikóval, a japán gazdasági tárca miniszterhelyettesével, melynek értelemében a két ország együttműködésbe kezd a megújuló energiaforrások használata és fejlesztése területén. A megállapodás a nukleáris energia területére vonatkozó kérdéseket is érintett. A látogatás során szervezett nagykövetségi program keretében belül a miniszterelnök magyar állami elismerést adott át többek között a Dzsószai Egyetem vezetőjének, vállalatvezetőknek és kulturális területen dolgozóknak.
2014-ben Japán és a Visegrádi Együttműködés országai közötti kapcsolatfelvétel tizedik évfordulóját programsorozattal ünnepelik meg a V4+Japán csereév keretében.

### Diplomácia
A magyar–japán diplomáciai kapcsolatok alapját a két ország nagykövetségei, illetve konzuli irodái képezik. Japán Budapesten, Magyarország pedig Tokióban nagykövetséget, továbbá Hamamacuban és Oszakában tiszteletbeli konzuli irodákat tart fenn.
A magyar–japán diplomáciai kapcsolatokat kezdetektől fogva az egymás iránti kölcsönös szimpátia és a folyamatos fejlődés jellemezte. A két ország képviselői az 1869-es diplomáciai kapcsolatfelvétel, majd az 1921-es és 1959-es újrafelvétel óta több alkalommal látogattak el egymás országaiba. 1990 után a kétoldalú viszony megélénkült, több hivatalos kormányzati, kormányfői és államfői magánlátogatás is történt. Ezek Göncz Árpád 2000. évi és Akihito császár 2002. évi állami látogatásában teljesedtek ki.
A legfontosabb magas szintű hivatalos látogatások a következőek voltak:
- Állami látogatások:
  - Göncz Árpád köztársasági elnök – 2000. április, hivatalos állami látogatás
  - Akihito császár – 2002. július, hivatalos állami látogatás
  - Sólyom László köztársasági elnök, 2009. december
- Államfői látogatások:
  - Straub F. Brunó, az Elnöki Tanács elnöke – 1989. február (Hirohito császár temetése)
  - Göncz Árpád köztársasági elnök – 1990. november (Akihito császár ünnepélyes beiktatása)
- Kormányfői látogatások:
  - Kaifu Tosiki – 1990. január
  - Antall József – 1991. szeptember
  - Horn Gyula – 1995. december
  - Gyurcsány Ferenc – 2004. október
  - Orbán Viktor – 2013. november
- Külügyminiszteri látogatások:
  - Jeszenszky Géza – 1992
  - Kóno Jóhei – 1995
  - Kovács László – 1997
  - Martonyi János – 1999
  - Kovács László – 2003
  - Aszó Taró – 2007. január
  - Göncz Kinga – 2008. március
  - Macumoto Takeaki – 2011. május
  - Kisida Fumio – 2013. augusztus
  - Szijjártó Péter – 2014. november
- Parlamenti elnöki látogatások:
  - Szabad György – 1991. május
  - Gál Zoltán – 1997. május
  - Áder János – 1999. március
  - Szaitó Dzsúró felsőházi elnök – 2000. augusztus
  - Szili Katalin – 2005. november
  - Kóno Jóhei alsóházi elnök – 2006. szeptember

#### Fontosabb egyezmények
Az évek során több bilaterális egyezményt is aláírt a két ország:
- Kereskedelmi és hajózási egyezmény (1975. október 20.)[34]
- Műszaki-tudományos megállapodás (1979)
- Egyezmény a kettős adóztatás elkerüléséről (1980)[35]
- Légügyi egyezmény (1994)
- Jegyzékváltás a teljes körű vízummentességéről (1997)
- Magyar–japán jogosítványok kölcsönös elismeréséről szóló egyezmény – feltételekkel (2008)
- Szociális biztonságról szóló egyezmény (2013)[36]
- Energetikai együttműködési megállapodás (2013)[29]

#### Diplomáciai képviselők

##### Magyar nagykövetek Japánban
- Ghika György (követként 1939–1941)[37]
- Végh Miklós (követként 1941–1945)[37]
- Csatorday Károly (követként 1960–1961)[38]
- Zalka András (követként 1962–1964)[38]
- Szigeti Károly (1966–1971)[38]
- Horváth Ernő (1972–1976)[38]
- Kós Péter (1976-1983)
- Szarka Károly (1983-1988)
- Forgács András (1988-1992)
- Rácz István (1992-1995)
- Sűdy Zoltán (1995-1999)[39]
- Szerdahelyi István (1999-2003)
- Dabrónaki Gyula (2003–2007)
- Bohár Ernő (2007–2011)
- Szerdahelyi István (2011–2016)
- Palanovics Norbert (2016–)

## Kulturális kapcsolatok
Magyarország és Japán kulturális kapcsolataiban meghatározó szerepe van annak, hogy Japán a magyar kulturális-művészeti produkciók és termékek legnagyobb ázsiai fogyasztója. Ennek eredményeként a kulturális cserekapcsolatok tekintetében kiváló a két ország közötti együttműködés. Hagyományosan a komolyzene, a néptánc, a népzene és a cigányzene az, ami ismert és keresett Japánban. De más művészeti ágak (szobrászat, festőművészet, grafika, irodalom, film, színház) magyar képviselőire is odafigyelnek a távol-keleti országban.
A diplomáciai és gazdasági kapcsolatokkal együtt folyamatosan fejlődtek a két ország közötti kulturális kapcsolatok is. Ebben fontos szerepük volt a Japánba utazó magyarok mellett az európai és világ körüli útjaik során Magyarországra érkező, és a látottakról tudósító japánoknak is.
Siratori Kurakicsi 1901 és 1903 közötti európai útja során egy közel évet Budapesten is eltöltött. „Magyarország történelmének főbb vonulatai” című tanulmányában bemutatta az országot, történelmét és lakóit.
Sinobu Dzsunpei 1910-től 1915-ig diplomataként dolgozott a bécsi nagykövetségen. A „Kelet-Európa álma” című kötete 1919-ben jelent meg, Japánban ezt tartják az első tudományos, Kelet-Európával foglalkozó tanulmánynak. Könyvében a magyarokat is bemutatta.
A magyar–japán kulturális kapcsolatok ápolásában nagy szerep jutott Imaoka Dzsúicsirónak, aki a Tokiói Császári Egyetem könyvtárosaként 1914-ben találkozott az akkor éppen Japánban tartózkodó Barátosi Balogh Benedek néprajzkutatóval, akit közel egy évig segített némettudásával. 1922-ben Amerikába utazott, majd európai körútja során ellátogatott Magyarországra. 1931-ig tartó magyarországi tartózkodása idején több mint 500 előadást tartott, számos cikket jelentetett meg a Pesti Hírlap, a Pesti Napló, a Nemzeti Újság és a Magyar Jövő hasábjain. Jelentős gazdasági tevékenységet is folytatott: 1929-ben részt vett a bécsi nemzetközi vásár japán kiállításának megszervezésében, és ő készítette elő az 1925-26-os Budapesti Nemzetközi Vásár japán kiállítását is. Közvetítőként fontos szerepet töltött be a bécsi japán nagykövetség, a Japán Kereskedelmi Kamara és a Magyar Kereskedelmi Kamara közötti kommunikációban, amikor éveken keresztül nem hivatalos japán követként dolgozott a kétoldalú kapcsolatokért. 1929-ben megjelent az „Új Nippon” című könyve, majd 1930-ban munkássága elismeréséül Horthy Miklós magyar állami kitüntetésben részesítette. Magyarországi tartózkodása során tanárként is tevékenykedett, a Szabad Egyetem és a Turáni Társaság szervezésében japán nyelvórákat tartott. Miután hazatért Japánba, 1932-től egészen a háború végéig tanácsadóként dolgozott a japán külügyminisztériumban. Munkája mellett könyvet írt a magyar történelemről, magyar verseket fordított japánra, illetve magyar nyelvkönyvet és szótárat jelentetett meg. Főbb fordításai között kiemelkedik Az ember tragédiájának és a János Vitéznek japán fordítása. Japán nyelvű műveiben sokat foglalkozott a turanizmussal, és a Japánban is megalakult Turáni Társaságban maga is tevékenyen részt vállalt. 1956-ban a Magyarokat Megsegítő Társaság ügyvivőjeként egy küldöttség tagjaként több mint egy hónapot töltött Bécsben, ahol magyar menekültek megsegítésére gyűjtött adományokat, látogatást tett a menekülttáborokban, illetve interjúkat készített menekültekkel. Hazatérése után előadásokat tartott, cikkeket írt és filmet készített a forradalomról. Később elkészítette és 1973-ban kiadta a japán-magyar kéziszótárt. Ugyanabban az évben elhunyt, majd halála után 1974-ben a szótárért megkapta a Felkelő Nap érdemrend 4. fokozatát.
1911-ben az Iparművészeti Múzeumban japán kiállítás nyílt, melyen bemutatták a japán kerámia-, bronz- és lakkművészet alkotásait.
Az 1921-es újbóli kapcsolatfelvételt követően számos japánnal kapcsolatos kulturális esemény zajlott Magyarországon, melyekről az akkori filmhíradók is beszámoltak. A sportbemutatók, kultúrnapok, An Ikthe budapesti koncertje, mind a távol-keleti ország kultúrájának megismerését szolgálták. 1931 májusában a Nemzeti Szalonban japán kiállítást rendeztek japán művészek közreműködésével.
A két világháború közötti egymásra találás a turáni eszme jegyében történt, ennek eredményeképpen 1933-ban felavatták Kőrösi Csoma Sándor szobrát a tokiói Taisó Egyetem Buddha-kápolnájában. A bronzszobor Csorba Géza alkotása. A szobor felirata: „Kőrösi Csoma Sándor The Buddhisatwa of the Western World” (magyarul: Kőrösi Csoma Sándor, a nyugati világ Bódhiszattvája).
1971-ben a Japán Külügyminisztérium segítségével megalakult a Japán Alapítvány, melynek célja Japán és a világ többi országa közötti kulturális kapcsolatok fejlesztése, illetve a japán kultúra széles körű megismertetése volt. A Japán Alapítvány budapesti irodája a japán illetve a magyar állam kormányközi megállapodásnak köszönhetően 1991-ben jött létre. A Budapesti Iroda a kulturális cserekapcsolatok elmélyítése mellett a bölcsészeti, társadalomtudományi, és művészeti események szervezésében is részt vesz. Emellett japán nyelvoktatási programok és pályázatokkal segíti a japán kultúra magyarországi terjesztését.
1987-ben megalakult a Magyar–Japán Baráti Társaság, amely a két nemzet barátságának erősítése érdekében kulturális rendezvényeket, konferenciákat, Japánnal foglalkozó klubokat szervez Budapesten és a vidéki nagyvárosokban, illetve a távol-keleti országgal kapcsolatos kiadványokat ad ki.
A 2009-ben megtartott Magyar–Japán Jubileum Év keretében számos kulturális programot tartottak a két országban. Az emlékév tiszteletére a Japán és a Magyar Posta közös emlékbélyegeket bocsátott ki. 2009. november 18-án a Liszt Ferenc Zeneművészeti Egyetem zenekara koncertet tartott az ikebukurói Tokyo Metropolitan Arts Space-ben, amelyen Kodály, Liszt és Beethoven művek csendültek fel. Emellett filmfesztivál, kiállítások, Tojamai Magyar Nap, a „Habsburg Monarchia kincsei”-kiállítás, kékfestő-kiállítás és Bartók-est is volt Japánban. 2009 szeptemberében Japánban elindult a „Magyar Kulturális Fókusz” elnevezésű programsorozat, amely zenei, képzőművészeti, táncszínházi és gasztronómiai programokon keresztül mutatta be Magyarország kultúráját. A Sólyom László és Akisino herceg fővédnöksége alatt zajló jubileumi év programjaira Japánban mintegy 150 ezren voltak kíváncsiak.
Magyarországon is koncertek, kiállítások, fesztiválok, filmvetítések, konferenciák és Japán Napok zajlottak, illetve Imaoka Dzsúicsirónak is emléktáblát avattak. Az év legnagyobb magyarországi projektje az Erzsébet híd díszkivilágítása volt, amelyet november 17-én adtak át. Megalkotója a világhírű japán építész, Motoko Isii volt.
2013-as hivatalos látogatása során Orbán Viktor magyar kormányfő a magyar nagykövetségén felavatta a tokiói Magyar Kulturális és Turisztikai Információs Központot. A kulturális programok szervezése mellett az iroda célja az, hogy az oktatási és kulturális közvetítői tevékenységet folytató japán intézményekhez kellő mennyiségű és naprakész információk jussanak el, amelyek alapján meghívhatják a magyar kultúra képviselőit a Japánba.
2014. március 1-jén japán családi napot tartott a Néprajzi Múzeum, melyen a japán népművészeti kiállítás mellett a múzeum japán gyűjteményét tekinthették meg az érdeklődők, illetve a résztvevők kimonókba öltözhettek, tradicionális japán tábla- és ügyességi játékokat próbálhattak ki, valamint a kézműves foglalkozáson origamizhattak és kokesi babát készíthettek. A március 5-ig látható tárlat a 2011-ben katasztrófa sújtotta Tóhoku vidék sokszínű kézműves és iparművészeti kultúráját is bemutatta a magyar közönségnek.

## Gazdasági kapcsolatok

### A kezdetektől 1949-ig
A két ország között a külkereskedelmi forgalom 1925-ben indult meg. Magyarország kivitele dinamikusan fejlődött, szemben a Japánból való behozatallal. A fontosabb magyar exportcikkek között a legfontosabbak a finom-vegyipari készítmények, a gépipari és villamossági berendezések, a vas- és acélrudak, illetve a kaucsukipari termékek. Japánból rizs, erdőgazdasági, és papíripari termékek, konfekcionált cikkek és díszműáruk, porcelán, fehérneműk, esernyők és játékok érkeztek kis mennyiségben. A két ország csak néhány tized százalékkal vett részt egymás külkereskedelmében. Ebben az időszakban Románia és Jugoszlávia után Japán importálta a legtöbb vas- és acélrudat Magyarországról, ami a forgalom közel 10%-át jelentette. 1929-ben az árucsere serkentése céljából megkötötték az első kereskedelmi szerződést is.
Az 1930-as évek elején Magyarország kivitele csökkenni kezdett, de 1935-től újra ugrásszerű növekedésnek indult. A kezdeti fellendülést és az 1932-es 363 000 Pengős csúcsot követően a Japánból származó behozatal leesett és alacsony szinten maradt. A két világháború között a magyar export értéke többször sokszorosan meghaladta a Japánból származó import értékét. Az évtized első felében a magyar fél továbbra is az acél- és vasrúd kivitelére koncentrált, majd a második felében a kikészített bőr számított a legfőbb cikknek. Ezek mellett gyógyszereket, fényképészeti papírt, tokaji bort, szegedi paprikát és műszereket is vásárolt Japán. Az ázsiai ország hidrogénezett technikai zsiradékot, illóolajokat, rizst és papirost szállított Magyarországra. Az 1930-as évek elején a japánok által létrehozott Mandzsukuo bábállam is bekerült Magyarország piacai közé: kivitelünk vasáruból, malátából és bőrből állt, de behozatalunk onnan nem volt. A Japánnal folytatott árukereskedelem ebben az évtizedben a teljes magyar külkereskedelmi forgalom két tized százaléka alatt maradt.

### 1949-től 1989-ig
A második világháborút követően a Japánból származó első áruforgalmi import 1949-ben 61 000 deviza Forint értékű volt. Ezt követően 1955-ig a két ország között nem volt árumozgás. Az első kétoldalú tárgyalásokra 1954-ben Japánban került sor, amikor Gyöngyösi Nándor, a NIKEX Nehézipari Külkereskedelmi Vállalat főosztályvezetője és a Mitsubishi cég képviselői ültek tárgyalóasztalhoz. A japán vállalat késznek mutatkozott a magyar ipar számára fontos ám részben embargó alá eső cikkek (pl.: golyóscsapágy és rézhuzal) eladására, és így 250 000 dollár értékben sikerült üzletet kötni. A Mitsubishi által szállított tömbrézért cserébe a magyar fél egyiptomi és burmai rizzsel fizetett. Ezt egy 600 000 dolláros kompenzációs ügylet alapján létrejött szállítások követték: Magyarország olasz rizst szállított golyóscsapágy, réz, titán-dioxid, gyapjúfonál és gyógyszeralapanyag ellenében.
Az 1960 és 1970 közötti időszakra a normalizálódott kapcsolatok és a forgalom fellendülése jellemző. A 60-as évek Japánban a gazdasági fellendülés és a gyors növekedés kezdetének évei, melynek egyik leglátványosabb jele az 1964-es Tokiói olimpia volt. 1960-ban a Magyar Népköztársaság megnyitotta Japánban a Kereskedelmi Kirendeltséget, melynek első vezetője Székács Imre volt. Ekkor a magyar behozatalunk fellendült, a kivitel azonban stagnált. 1965 és 1969 között a magyar kivitel gyorsan növekedni kezdett, a Japánból származó behozatal pedig szinten maradt. 1967-ben a Japánba irányuló magyar export a japán statisztikák alapján elérte az 1,3 millió dollárt, először átlépve az egymillió dolláros álomhatárt. Ugyanakkor a magyar statisztikák 13,5 millió deviza Forint áruforgalmat regisztráltak. Ebben a korszakban is voltak kompenzációs ügyletek, és megindultak az alumínium-, gyógyszer- és élelmiszerszállítások. Az 1968-as új gazdasági mechanizmus új lehetőségeket biztosított arra, hogy magyar földre érkezzenek az egyre fejlődő japán ipar műszaki termékei. Ez az évtized végére megduplázta az áruforgalmat is.
1970 és 1975 között megélénkült a kétoldalú áruforgalom. 1971-ben megalakult a Magyar–Japán Gazdasági Klub (MJGK). Célja a két ország gazdasági együttműködésében érdekelt vállalatok és személyek információval, rendezvényekkel és kapcsolatteremtéssel való segítése volt. A klub 1991-ig a Magyar Kereskedelmi és Iparkamara keretében működött, majd az MJGK jogi személyiségű társadalmi szervezetté alakult át. A szervezet a magyar–japán nemzetközi gazdasági kapcsolatok egyik legfontosabb szereplője, és rendszeres kapcsolatot ápol a Nippon Keidanren-nel (日本経団連; Japán Gazdasági Szervezetek Szövetsége), melynek magyarországi programjait segíti. Az MJGK partnerszervezete, a Japán-Magyar Gazdasági Klub 2006-ban megszűnt.
A magyar kivitel 1974-ig fokozatosan fejlődött, a behozatal azonban kisebb mértékben növekedett. Utóbbi 1973-ban hirtelen megváltozott, amikor két év alatt majdnem négyszeresére ugrott az értéke. Ekkor érkezett Magyarországra az első termelő-berendezés import. 1975-re 45 millió dolláros összforgalom zajlott le. Amikor 1973 októberében kitört az olajválság, az Egyesült Államok után elérte Japánt is és Magyarországra is begyűrűzött. A válságra Japán az olajigényű iparágaktól való gyorsított elfordulással válaszolt, és óriási összegeket fektetett be az elektronikába. Hirtelen megugrott a kis fogyasztású Toyota gépkocsik exportja, amit a Nissané és a Hondáé követett. Magyarország azonban nem tudta kedvező irányba vinni a termelési és fogyasztási szerkezetét, azonban a termelő és exportáló vállalatokat szubvenciókkal próbálták segíteni.
Amikor a két ország közötti forgalom elérte 50 millió dollárt, a Magyar Népköztársaság és Japán 1975. október 20-án Tokióban aláírta a máig is érvényes Kereskedelmi és Hajózási Szerződést, amit később az 1977. évi 10. törvényerejű rendeletben hirdettek ki. A magyar kivitel az 1970-es évek második felében 15 millió dollár körül alakult, a Japánból jövő behozatal 1980-ra 140 millió dollárra nőtt. A magyar kivitel legfontosabb elemei az alumínium, a korund, a gyógyszer és vegyi anyagok, illetve a fagyasztott csirke voltak. Ezzel szemben Japánból egyre több elektronikus készülék, mikrohullámú lánc és gyártó berendezés érkezett.

### 1989-től napjainkig

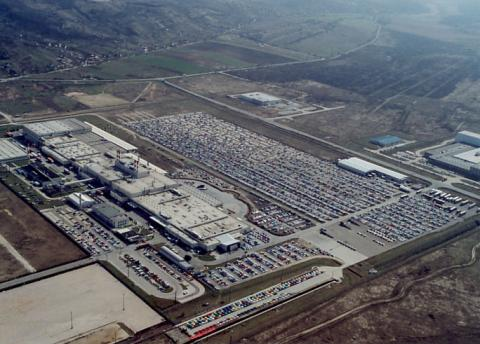
Az esztergomi Suzuki-gyár madártávlatból

A kelet-közép európai régió más országaihoz képest a rendszerváltás utáni Magyarországon gyorsabb ütemben telepedtek meg a japán vállalatok, mivel itt már 1995-ben megkezdődtek a szerkezeti reformok. 1991 óta a japán kereskedelmi egyensúly az export felé tolódik, ami azzal magyarázható, hogy a japán vállalatok magyarországi megtelepedése eredményeként a japán gépek, alkatrészek itteni importja nő.
2008-ban Magyarországon a közvetlen japán beruházás összege elérte a 92,4 millió eurót, míg ugyanezen év végére az összes addigi közvetlen beruházás egyenlege 810 millió euró volt (Magyar Nemzeti Bank adatai alapján). A 2008 őszén bekövetkezett pénzügyi és gazdasági válság hatására a gyártóiparral az élen visszaesett a termelés, elbocsátások történtek, és jelen pillanatban új ágazatokra van szükség vagy a termelés növelése céljából nem bővülnek a befektetések. Noha egyfelől elmozdulás látszik – például 2009-ben az SBI Holdings és a Magyar Fejlesztési Bank leányvállalata (MFB Invest Ltd.) közösen létrehoztak egy befektetési alapot (SBI European Fund, befektetési összeg: 1 milliárd euró), amely Magyarországon és Kelet-Közép-Európában főként ígéretes vállalatokba fektet be. A Tohoku Denryoku a fából készült chippek elégetésével biomassza-erőmű (JI Projekt) finanszírozásába és tervezésébe kezdett. Ezen kívül 2010-ben a Nippon Densan az elektromos háztartási gépeket gyártó vállalkozások erősítése céljából felvásárolta az olasz háztartásigép-alkatrészeket gyártó vállalkozásokat, és ennek révén megszerezte az ebbe bedolgozó magyar vállalkozásokat.
A Japán Külkereskedelmi Szervezet, a JETRO (日本貿易振興機構; Japan External Trade Organization) felmérése szerint 2010 júniusában a Magyarországon működő japán vállalatok száma 117 volt. A gyártással foglalkozó vállalatok közül a legjelentősebbek a Magyar Suzuki, a DENSO, az Alpine, a Sanyo és az Ibiden voltak. Ezzel szemben 2011-ben már 119 japán érdekeltségű cég működött, és ezek közül 40 termelési tevékenységet folytatott.
A Hivatalos Fejlesztési Támogatásokon, az ODA-n (政府開発援助; Official Development Assistance) keresztül Japán számos támogatást nyújtott Magyarországnak. Így a befektetésekkel és szakmai együttműködésekkel segített a szabadpiaci viszonyok megteremtésében is. A japánok által nyújtott környezetvédelmi támogatások elérték a 4,9 milliárd jent, és a visszanemtérítendő tőketámogatás 600 millió jenre tehető. A Japán Nemzetközi Együttműködési Ügynökség (JICA; 独立行政法人国際協力機構; Japan International Cooperation Agency) segítségével 800 kutató nyert tanulmányutat Japánba, illetve 104 szakember érkezett Magyarországra, fejlesztve ezáltal a környezetvédelmi, egészségügyi, valamint a kis- és középvállalatokkal kapcsolatos kétoldalú együttműködéseket. Emellett a JICA fejlesztéssel kapcsolatos felmérésekkel, gépek és eszközök adományozásával, illetve különböző projektekkel támogatta Magyarországot. A támogatások összértéke 2008 márciusáig 7,7 milliárd jen körül mozgott.
2003 és 2013 között Magyarország az ázsiai országok közül Kína után a második legnagyobb külkereskedelmi forgalmat Japánnal bonyolította le. Ez alól csak a 2010-es és 2011-es év volt kivétel, amikor a Dél-Korea megelőzte Japánt. A magyar–japán termék-külkereskedelmet deficit jellemzi, a hiány mértéke a 2003-as évi 203,2 milliárd forintról 2007-re 413,9 milliárdra nőtt. Az ezt követő években – az export növekedése és az import csökkenése következtében – az áruforgalom hiánya folyamatosan mérséklődött, 2012-ben már csak 157,0 milliárd forint volt. 2013 első hat hónapjában a Japánnal szembeni termék-külkereskedelmi deficit 64,1 milliárd forint értékű volt. A behozatal értéke az ezredforduló után fokozatosan növekedett, 2008-at követően pedig csökkenő tendencia vált a jellemzővé. 2012-ben 286,7 milliárd forintot ért el az import. Az importaktivitás mérséklődésében szerepet játszott a japán jen jelentős erősödése is. 2005 óta azonban csökkenőben van a Japán részesedése a teljes magyar behozatalban. 2005-ben évi 3,4%-os, 2012-ben már csak 1,4%-os részesedése volt Japánnak. 2013 január–júniusában Magyarország 128,0 milliárd forint értékben vásárolt japán terméket. A Japánból importált termékek legnagyobb részét a gépek és szállítóeszközök képzeték (2012-ben a behozatal 73%-a; 2004 és 2008 között ez az arány 85–87% között mozgott). A behozott gépek és szállítóeszközök 2,2%-a származott Japánból. Ezek megoszlási aránya a következő:
- villamos gépek, készülékek, műszerek, valamint ezek villamos alkatrészei (38%)
- közúti járművek (20%)
- energiafejlesztő gépek és berendezések (13%)
- általános rendeltetésű ipari gépek, berendezések és géprészek (11%)
- irodagépek és gépi adatfeldolgozó berendezések (8,4%)

2011-ig a Japánból érkező importban 20% alatt volt a feldolgozott termékek aránya. 2012-ben viszont e termékfőcsoport részesedése meghaladta a 25%-ot. A feldolgozott termékek között 24%-os volt a vegyi áruk és a hasonló termékek (főként szervetlen vegyi termékek és műanyagok), 26%-os pedig a szakmai, tudományos és ellenőrző műszerek és készülékek aránya. A külföldről származó szakmai-, tudományos-, ellenőrző műszerek és készülékek 5,3%-a, a szervetlen vegyi termékek 3,9%-a, a műanyag termékek 2,6%-a, a nemfémes ásványból készült termékeknek pedig 2,2%-a érkezett Japánból. 2011-ig csekély volt Japánból behozott nyersanyag mértéke, 2012-ben viszont a nyers-, szintetikus és regenerált gumi importja a megtöbbszöröződött. A japán behozatal a termékkör teljes hazai importjának a 3,2%-át jelentette. A behozatalban marginális szerepük van az élelmiszereknek, italoknak, dohányáruknak, illetve az energiahordozóknak.
A behozatallal ellentétben a Japánba értékesített termékek értéke szinte megduplázódott a 2003-as évhez képest. 2010 és 2012 között az export nagysága 120 és 130 milliárd forint között mozgott, ami a teljes magyar kivitel 0,5–0,6%-át jelentette. 2012-ben 129,7 milliárd, 2013 január–júniusában 63,9 milliárd forint volt a Japánba küldött termékek értéke. Ennek mintegy hatodát az élelmiszerek tették ki 2012-ben, főleg hús és húskészítmények (93%), illetve cukor, cukorkészítmények és méz (5,2%). A távol-keleti országban értékesített élelmiszerek a teljes élelmiszer-, dohány- és italkivitel 1,3%-át képezték. A hús és húskészítmények esetében ez az arány 6,7% volt.
A nyersanyagok részaránya mérséklődött a gazdasági válság idején: míg 2007-ig 1% felett volt, addig 2008-tól már a 0,5%-ot sem haladta meg. A termékcsoport elsöprő hányadát az állati és növényi eredetű nyersanyagok tették ki, ezek aránya 2012-ben 86% volt. A természetes trágya, illetve a műtrágya japán értékesítése szintén meghaladta az 1%-ot a termékkör teljes kiviteléből.
2012-ben a második legnagyobb termékcsoport a feldolgozott termékeké volt, arányuk növekvő tendenciát mutatott. A szakmai-, tudományos-, ellenőrző műszerek és készülékek a 2012-es kivitel 42%-át jelentették. Ezen kívül jelentős volt a szerves vegyi termékek (16%), valamint a gyógyszer és a gyógyszerészeti termékek (14%) részaránya is. 2012-ben a kivitel legnagyobb részét alkotó gépek és szállítóeszközök aránya 43% volt. A legjelentősebb tételek megoszlási aránya:
- közúti járművek (46%)
- irodagépek és gépi adatfeldolgozó berendezések (22%)
- villamos gépek, készülékek, műszerek, valamint ezek villamos alkatrészei (12%)
- általános rendeltetésű ipari gépek, berendezések és géprészek (9,9%)

Az idegenforgalmi szolgáltatásokat is magába foglaló szolgáltatás-külkereskedelem egyenlege 2006 óta többletet mutatott. Az aktívum 2009 óta folyamatosan emelkedik, és értéke 2012-ben már 130 milliárd forint volt. Az egyenleg javulása elsősorban az exportforgalom növekedésének köszönhető, mivel a 2006-os 101 milliárd forintot követően 2012-ben már 177,4 milliárd forint volt a japán partnereknek nyújtott szolgáltatások értéke. A Japánba értékesített szolgáltatások aránya a teljes kivitelből 2012-ben
3,9% volt. 2006 óta a szolgáltatásexport legalább 95%-át az üzleti szolgáltatások teszik ki. A szállításhoz kapcsolódó szolgáltatások aránya 2010-ig 3 és 5% között ingadozott, 2012-ben azonban csak 2,1% volt. A japán cégek által a magyar partnereknek nyújtott szolgáltatások értéke 2006 és 2012 között 39–55 milliárd forint között mozgott, 2012-ben pedig 47,4 milliárd forint volt. A japán szolgáltatásimport 2006-ban és 2007-ben 2%-ot, 2008 óta 1,2–1,7%-ot tett ki a teljes importból. A magyaroknak nyújtott japán szolgáltatások értékének döntő többségét (kb. 82–90%) az üzleti szolgáltatások adták. A szállítási szolgáltatások aránya 7–14%, a turizmusé és a kormányzati szolgáltatások 1–4% között mozgott 2006 és 2012 között. 2012-ben az export tekintetében a partnerországok rangsorában Japán az 5., az import esetében a 15. helyet foglalta el. Ez azt jelenti, hogy a megelőző három évhez képest mind az export, mind az import tekintetében javított pozícióján.
Az ázsiai térségből Japán az egyik legnagyobb magyarországi tőkebefektető. 2012-ben Dél-Korea mögött a második, az azt megelőző években pedig a legnagyobb tőkeállománnyal rendelkezett Magyarországon. A Magyar Nemzeti Bank adatai alapján 2008 óta 200 milliárd forint felett van a japán tőkebefektetések állománya. 2012 végén az Ázsiából érkezett befektetések több mint harmada Japánból érkezett, és a magyar gazdaságba befektetett japán tőke állománya 221,3 milliárd forint volt. Ez a külföldi tőkeállomány 1,2%-át jelentette.
Ezzel szemben a magyar tőke jelenléte Japánban elenyésző. 2012 végén mindössze 283 millió forintnyi tőkét fektettek be magyarok az ázsiai országba. 2008 és 2010 között 170 körül volt Magyarországon a japán irányítású vállalkozások száma. Ezek főleg a közútigépjármű- és alkatrészgyártásban, az elektronikus fogyasztási cikkek termelésében és a villamos berendezések gyártásában voltak érdekeltek. Kiemelkedő jelentőségű az esztergomi Magyar Suzuki Zrt., amely 2012-ben a 156,1 ezer legyártott autóval a magyar személygépjármű-gyártás 72%-át adta. 2008 és 2010 között 20 000 felett volt a magyarországi japán cégeknél alkalmazásban álló személyek száma. A külföldi leányvállalatok árbevétele, hozzáadott értéke, és a foglalkoztatottak száma alapján Japán Magyarország 10 legnagyobb jelentőségű partnerországa között van.
A két ország közötti termékforgalmat általában több szállítási mód együttes igénybevételével bonyolítják le, legjellemzőbb módja a tengeri, és a közúti vagy vasúti szállítás kombinálása. Közvetlen légi összeköttetés menetrend szerinti járat formájában utoljára 2007-ben volt. Abban az évben összesen 8 járat (4-4 érkező és induló járat) indult a Ferihegyi Nemzetközi Repülőtér és a japán repülőterek (Tokió, Fukuoka, Fukusima, Kanszai, Kumamoto és Okajama) között. A nem menetrend szerinti kereskedelmi járatok száma 2007-ben 51 volt (összesen 7073 utassal). A következő évekre az ilyen charter-járatok forgalma is jelentősen visszaesett. A két ország közötti járatok utasszáma 2008 és 2011 között 1000 és 1400 fő körül mozgott. 2012-ben már csak egy charter-járat volt, amelyen 225 fő utazott Tokióból Budapestre.
Az Ázsiából Magyarországra érkező turisták legnagyobb részét a japánok teszik ki. 2012-ben szervezett utazás keretében 37 000 japán látogatott magyar földre, ami jelentős növekedés a megelőző két évhez képest: 2010-ben 31 000, 2011-ben 26 000 japán turista érkezett. 2012-ben arányuk az összes, szervezett formában beutazó között 5,1% volt. Ezzel szemben az ugyanazon évben szervezett formában Japánba utazó magyarok száma nem érte el az ezret sem. A japán vendégek 2012-ben 153 ezer vendégéjszakát töltöttek el a kereskedelmi szálláshelyeken (97%-át szállodákban).

## Tudományos kapcsolatok

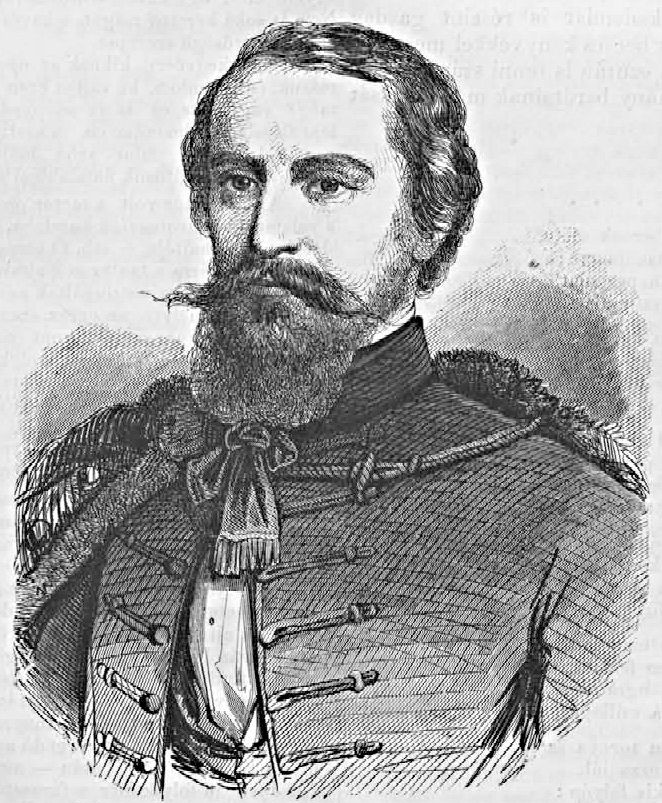
Xántus János 1869-ben kutatott Japánban

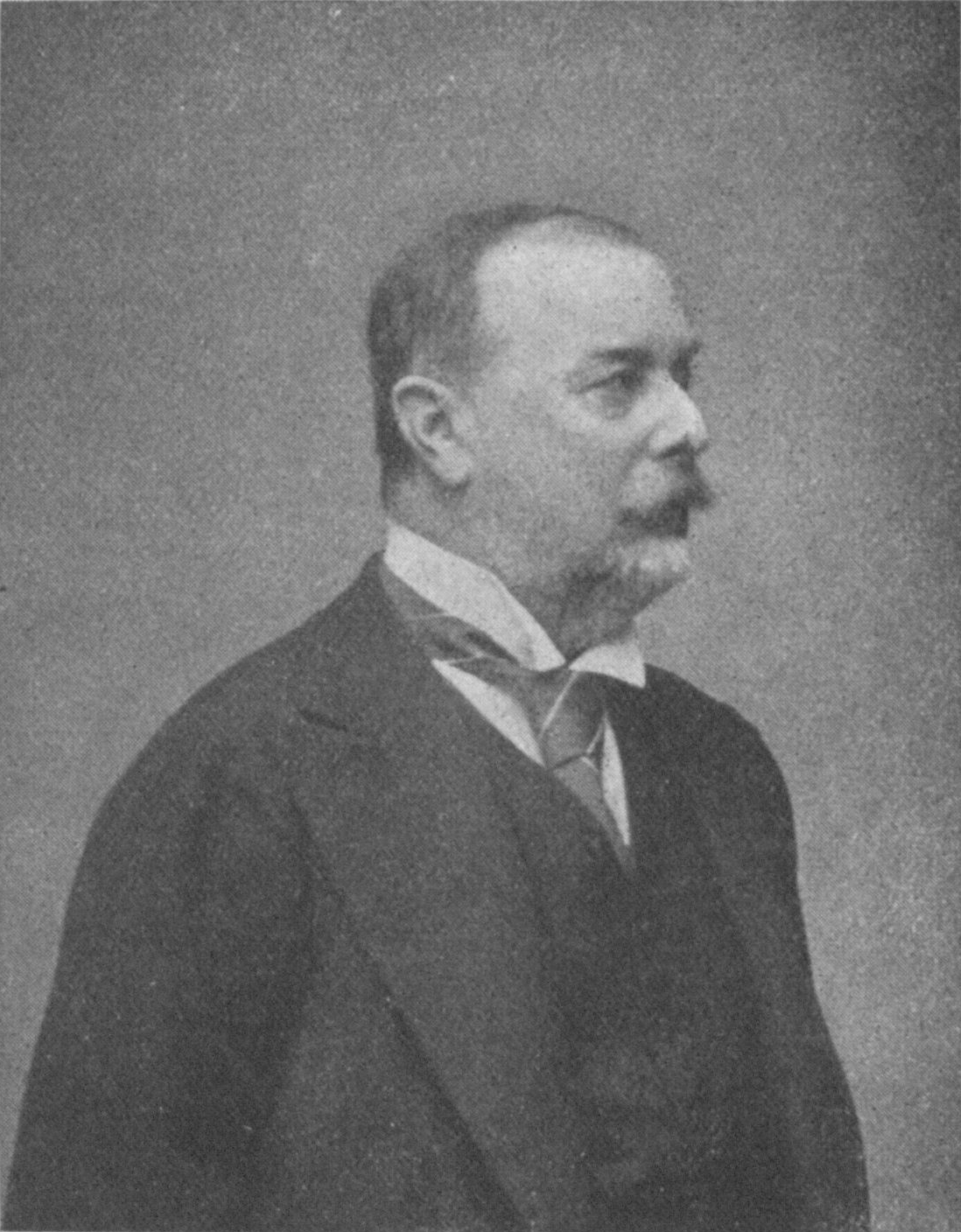
Széchenyi Béla 1900-ban

Az első magyarországi japán nyelvtankönyvet 1890-ben, „Praktische Grammatik der japanischen Sprache für den Selbslunterricht” címmel Sidel August adta ki Pesten. Az első magyar nyelvű tankönyvre 1905-ig kellett várni, amikor a Rozsnyai Károly-féle Rozsnyai gyors nyelvmesterei sorozatban megjelent a „Japán. Gyakorlati japán-német-magyar beszélgetésekkel, hét eredeti japán írástáblával” című kiadvány. 1923-ban az ELTE keretében jött létre a Kelet-ázsiai tanszék, melynek keretében első alkalommal nyílt lehetőség Magyarországon a japán nyelv tanulására.
A második világháborút követően az 1960-as években indult újra a japán nyelv magyarországi oktatása. Az 1980-as évekig az ELTE és a Tudományos Ismeretterjesztő Társulat keretében lehetett japánt tanulni. Jelenleg a nagyobb magyarországi felsőoktatási intézmények közül az ELTE-n és a Károli Gáspár Református Egyetem működik japán tanszék, melyek keretében az érdeklődők elsajátíthatják a japán nyelvet, és megismerkedhetnek az ország kultúrájával is. A Károli Gáspár Református Egyetemen 1994-ben kezdődött meg a japánoktatás. A két egyetem mellett A Tan Kapuja Buddhista Főiskola is lehetőséget biztosít japán nyelvtanulásra. 1984 óta a Budapesti Gazdaságtudományi Egyetemen második választható idegen nyelvként tanulható a japán. 1990-től önálló tanszék jött létre a keleti nyelvek oktatására, melynek keretében a japán mellett elkezdődött az arab, kínai és koreai nyelv oktatása is.
Japánban több egyetemen is lehetőség van a magyar nyelv tanulására. Az Oszakai Idegennyelvi Egyetemen 1985-től választható tantárgy a magyar nyelv, 1993-tól pedig önálló Magyar Tanszék is működik az intézményben. A tokiói Dzsószai Egyetemen 2008 októberében indult a magyar nyelv oktatása, és 2009-ben 230 diák vett részt benne.
A 19. század második felétől a magyar társadalom egyre inkább érdeklődött a távol-keleti országok, és köztük Japán iránt. Xántus János gyűjtőmunkája és Széchenyi Béla expedíciója mellett több tudós is meglátogatta a szigetországot. Zichy Ágost 1875 és 1877 között bátyjával, Józseffel bejárta a hátsó-indiai gyarmatokat, Sziámot és Kínát. Ezt követően Japánba is elutazott, élményeit pedig a „Tanulmány a japán művészetről” című 1879-es kiadványban ismerhette meg a magyar olvasóközönség. Hopp Ferenc műgyűjtő 1882–1914 között többször is körülutazta a Földet. Útja során eljutott Japánba is, és az innen beszerzett ritkaságokat 1919-ben átadta az államnak. Az állam tulajdonában levő kelet-ázsiai műtárgyakkal egyesített gyűjteményével jött létre 1923-ban a Hopp Ferenc Kelet-ázsiai Művészeti Múzeum. 1886-ban Reményi Ede hegedűművész volt az első külföldi, aki Mucuhito császár előtt játszott.
A japán tudományos és technikai újítások, eredmények mellett magyar tudományos eredményeket is alkalmaznak Japánban. Többek között ilyen a Kodály-módszer, melyet a japán zenészek előszeretettel használnak tanulmányaik során.
A két ország közötti tudományos és technológiai (TéT) kapcsolatok történetében az 1975. április 9-én aláírt kulturális és tudományos szakembercseréről szóló kormányközi megállapodás volt az első lépés. Az 1993 óta rendszeresen megrendezett kormányközi konzultációk keretében került sor a közös kutatási projektek véglegesítésére. Az évek során a kormányzati kapcsolatok kiépítésével párhuzamosan az önkormányzatok közötti tudományos és technológiai együttműködések is erősödtek. A Magyarország és Japán közötti tudományos és technológiai együttműködés helyzetét legutóbb a 2004 májusában megtartott „8. TéT-konzultáció” során tekintették át a felek. Magyar részről a kapcsolatok építésében kiemelt szerepet játszik a Budapesti Műszaki és Gazdaságtudományi Egyetem és a Magyar Tudományos Akadémia kutatóintézeti hálózata, míg Japánban a Tudományos Haladást Előmozdító Japán Társaság (日本学術振興会; Japan Society for the Promotion of Science) legfontosabb fél.
Göncz Kinga külügyminiszter Japánban tett 2008-as látogatása alkalmával a Budapesti Műszaki Egyetem és Yokosuka Research Park (független szervezetként működő infokommunikációs kutatóintézet) kutatásfejlesztési és innovációs bizottsága megállapodást kötöttek a két ország közötti kutatási és tudományos tapasztalatcserékről. 2009 júniusában került megrendezésre az I. Japán-Magyar Közös ICT Konferencia, amelyen a két ország témában érdekelt kutatói találkozhattak. Ugyanezen év júliusában megtartották a Japán-Magyar ICT Szemináriumot, amelyen hét japán ICT-cég hasonló magyar cégekkel találkozott.

## Japánban élő magyarok

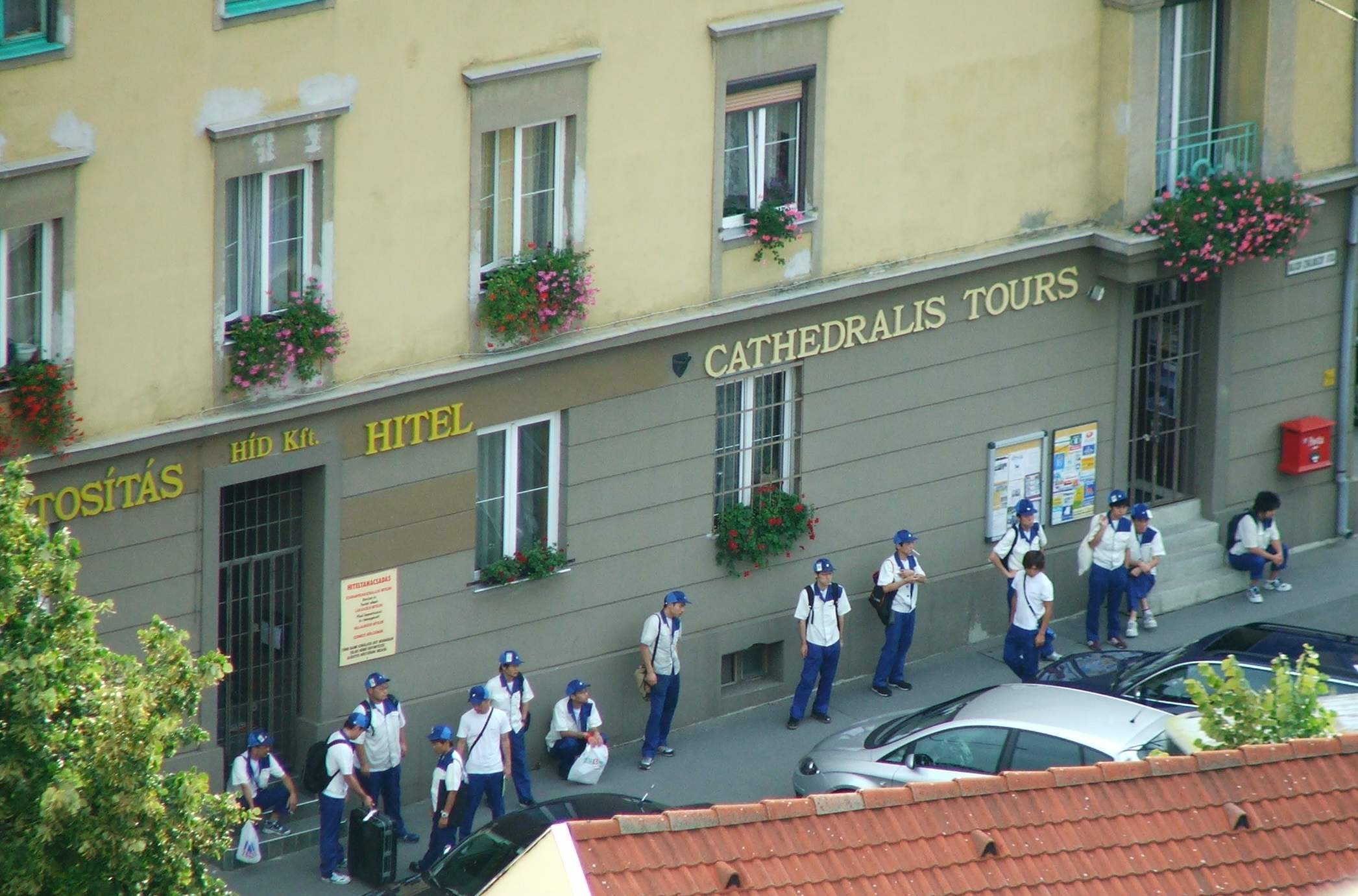
A Suzuki esztergomi gyárának japán munkásai

Japánban igen kevés magyar él, számuk 500 főre tehető, többségük egyetemi ösztöndíjjal vagy munkavállalás céljából tartózkodik ideiglenesen az országban. Japán statisztikák szerint 2011-ben 463 magyar állampolgár élt a szigetországban. Több kulturális szervezetük van, ezek közül a Tokiói Magyar Klubot 2001-ben alapították. A Japán-Magyar Baráti Társaság Magyarországot népszerűsítő rendezvényeket, magyarországi vendégelőadókkal néptáncelőadásokat szervez. A március 15-ei ünnepségek alkalmából a tokiói nagykövetség szokott megemlékezést szervezni, amelyen sok japán is részt szokott venni.

## Magyarországi japánok
2011 áprilisában a Magyarországon élő japán állampolgárok száma hozzávetőleg 1200 fő volt, és ennek mintegy 70%-a Budapesten élt. A Magyarországon élő japánok nagy részét a magánvállalatok vezetői és dolgozói teszik ki. Emellett sok a zenét tanuló diák is, a nemzetközi házasságot kötött párok miatt pedig nagyjából 200 letelepedettet japán is él Magyarországon. A japán gyermekek magyarországi iskoláztatása 2005-ig az 1976-ban alapított Előkészítő Japán Iskolában (Budapesti Kiegészítő Japán Iskola) zajlott. Ezt 2005 áprilisában a magyarországi Japán Nagykövetséghez tartozó Budapesti Japán Iskolává alakították át.